# Макаронезија
Макаронезија (понекад Макронезија, по погрешној аналогији са Микронезијом) је модерни заједнички назив за више група острва у Северном Атлантском океану, у близини Европе и северне Африке, која припадају трима државама: Португалу, Шпанији и Зеленортским Острвима. Назив долази од грчког имена за „Острва блажених”, термин који су старогрчки географи користили за острва западно од Гибралтарског мореуза.
Макаронезија се састоји од пет архипелага:
- Азорска острва (Португал)
- Канарска острва (Шпанија)
- Зеленортска острва (Зеленортска Острва)
- Мадеира, укључујући Десертас острва (Португал)
- Селваженс острва (Португал)

Острва Макаронезије су по пореклу вулканска и верује се да су производ више геолошких врућих тачака.
Клима макронезијских острва варира од суптропске до тропске. Португалски архипелази, Азори и Мадеира, имају генерално хладнију климу и већу количину падавина од Канарских и Зеленортских острва.
Острва имају јединствену биогеографију и представљају станиште неколицини посебних биљних и животињских заједница. Ниједно од макаронезијских острва није било део неког континента, па су урођене биљке и животиње доспеле до острва ширењем са континента. Ловорове шуме, назване laurisilva, некада су покривале већи део Азора, Медеире и делове Канарских острва између 400 и 1200 m надморске висине (док су источни делови Канарских острва и Зеленортска острва били превише суви). Ове шуме личе на старе шуме које су покривале басен Медитерана и северозападне Африке пре хлађења и осувљавања проузрокованих леденим добима. За дрвеће родова Apollonias (Lauraceae), Clethra, ,  (Lauraceae), Persea (Lauraceae) и Picconia (Oleaceae), које се налази у макаронезијским ловоровим шумама, такође се зна, преко фосила, да је живело у медитеранском подручју пре ледених доба.
Сечење шума, уклањање вегетације због пољопривреде и човеково увођење егзотичних биљки и животиња пореметило је велики део урођене вегетације. Ловорове шуме су смањене на мале области. Као резултат, многе ендемичне врсте ових острва су озбиљно угрожене или изумрле.